# Hybodontidae
Hybodontidae es una familia extinta de tiburones, los cuales aparecieron originalmente durante el Misisípico (Carbonífero inferior), y desaparecieron durante la época del Mioceno.

## Géneros
- †Asteracanthus
- †Dicrenodus
- †Egertonodus
- †Hybodus
- †Meristodonoides
- †Miosynechodus
- †Planohybodus
- †Priohybodus
- †Sphenonchus